# Rosse metselbij
De rosse metselbij (Osmia bicornis) is een vliesvleugelig insect uit de familie van de behangersbijen (Megachilidae).
De bij bereikt een lichaamslengte van ongeveer een centimeter en heeft een overwegend oranjerode kleur. De kop en poten zijn zwart. De rosse metselbij vertoont net als andere metselbijen een bijzondere vorm van broedzorg, waarbij de eieren worden beschermd en tevens worden voorzien van een voedselvoorraad.
De rosse metselbij is in Nederland en België de meestvoorkomende soort uit het geslacht van de metselbijen (Osmia).

## Naamgeving
Het eerste deel van de Nederlandstalige naam rosse metselbij is te danken aan de rode lichaamsbeharing. Hieraan is de bij gemakkelijk te onderscheiden van de honingbij, die er verder sterk op lijkt. Het tweede deel van de naam – metselbij – is te danken aan de gewoonte om de eieren af te zetten in een holte die vervolgens wordt dichtgemetseld.
De wetenschappelijke naam van de soort heeft een geschiedenis. In de tiende druk van Systema naturae nam Carl Linnaeus Apis rufa als achtste soort op in het geslacht Apis. Hij verwees daarbij naar een eerdere beschrijving door John Ray, en naar zijn eigen Fauna svecica, n° 1009. Onmiddellijk daarna plaatste hij als soort negen Apis bicornis, onder verwijzing naar Fauna svecica n° 1008. Bij deze soort merkte hij op dat het mogelijk het vrouwtje van de vorige betrof en dat Peter Forsskål een copula van de twee "soorten" had waargenomen. In 1802 publiceerde William Kirby een monografie over de Britse soorten van het geslacht Apis. In de voorbereiding daarvan onderzocht hij ook de specimens in Linnaeus' collectie die zich inmiddels in Londen bevond. Daarbij concludeerde hij dat Apis rufa en Apis bicornis niet anders waren dan het mannetje en het vrouwtje van dezelfde soort. Kirby wees als first revisor van de twee gelijktijdig gepubliceerde namen de naam bicornis als de geldige aan, waarmee hij rufa naar de synonymie verwees. Die keuze werd met maar weinig uitzonderingen bijna een eeuw gerespecteerd totdat Karl Wilhelm von Dalla Torre in 1896 zonder verdere uitleg de naam rufa nieuw leven inblies voor deze soort die inmiddels in het geslacht Osmia werd geplaatst. Dat heeft ertoe geleid dat die laatste naam onterecht weer gedurende langere tijd in gebruik is geweest voor de soort.

## Verspreiding en habitat
De rosse metselbij komt voor in een groot deel van Europa en Noord-Afrika. In het noorden reikt het leefgebied tot het zuiden van Zweden en tot Engeland. Metselbijen maken gebruik van bovengrondse holten in bomen en muren. Ook kunnen ze zelf holten uitknagen in zacht materiaal, bijvoorbeeld mergel. De rosse metselbij wordt in de tuinbouw gebruikt voor bestuiving van planten. De bij komt vaak voor in grindstroken, langs bosranden maar ook wel in tuinen en komt vaak voor rond menselijke bebouwing.

## Uiterlijke kenmerken

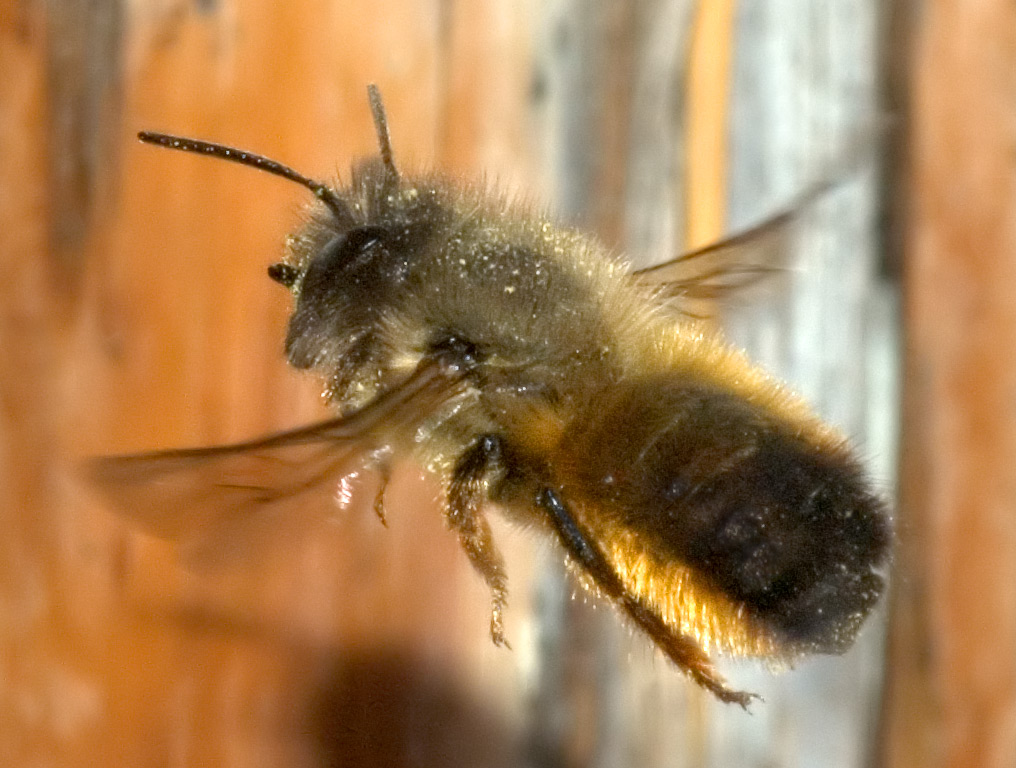
Vrouwtje in vlucht

Het lichaam bereikt een lengte van acht tot twaalf millimeter, het mannetje blijft kleiner dan het vrouwtje. Het lichaam is relatief breed en gedrongen. De rosse metselbij is vrij sterk behaard op zowel de kop, het borststuk als het achterlijf en lijkt hierdoor enigszins op een hommel.
De dichte en lange beharing is roodbruin van kleur, maar niet zo bont gekleurd als de nauw verwante gehoornde metselbijen. Bij de oudere exemplaren zijn de lichaamsharen vaak verbleekt.
De mannetjes hebben witgekleurde haren op de clypeus, dat ook wel als het 'gezicht' van het insect wordt gezien. De vrouwtjes hebben een zwarte gezichtsbeharing en hierbij ontbreken deze witte haartjes. Bij oudere exemplaren worden alle haren wat lichter zodat het verschil moeilijker is te zien.
Net als bij de gehoornde metselbijen heeft het wijfje twee naar voren gerichte hoorntjes aan de voorzijde van de kop en een geelrode borst. Het mannetje van beide soorten wordt gekarakteriseerd door lange voelsprieten.

## Voortplanting en ontwikkeling

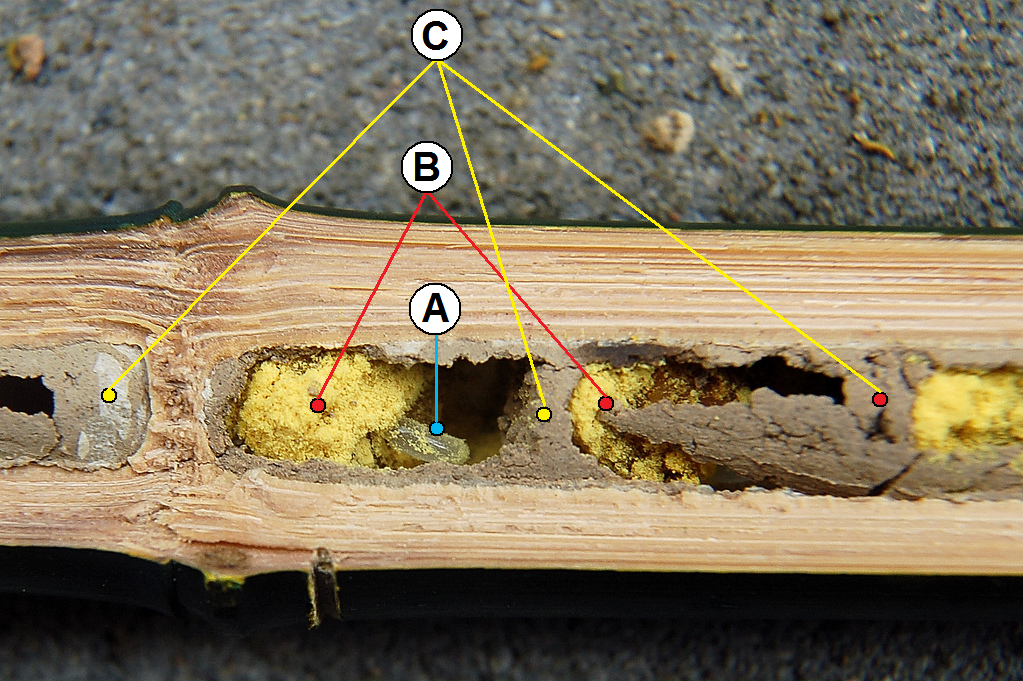
Broedzorg van de rosse metselbij:
A = Eitje
B = Voedsel
C = Celwand

Net als andere metselbijen is de bij solitair en vormt geen kolonies. Als de mannetjes in het voorjaar tevoorschijn komen, verzamelen ze zich rond de reeds gebruikte nestplaatsen om de vrouwtjes op te wachten. De vrouwtjes paren vervolgens met een mannetje en zetten de eieren vaak af in de nestholte waar ze zelf geboren zijn. Deze holtes kunnen bestaan uit tunnels tussen de stenen van muren, oude vraatgangen van kevers in hout of leem en ook holle plantenstengels zijn geschikt. Vooral de stengels van bamboe genieten een bijzondere voorkeur.
De rosse metselbij legt circa tien broedcellen per holte. De eitjes worden afgezet in de broedcellen, ieder ei krijgt een voedselvoorraadje voor de uitgekomen larve. Nadat een ei is afgezet, schermt het vrouwtje het af door een muurtje te 'metselen' van modder waarna het volgende ei wordt afgezet. Het maken van een enkel tussenschot duurt ongeveer een dag. De meeste andere metselbijen gebruiken vermalen plantendelen om de tussenschotjes te maken.
Het ei is ongeveer twee millimeter lang en komt na twee dagen uit. De larve doet zich tegoed aan het voedsel in de nestkamer. Na ongeveer vijf weken is de larve volledig ontwikkeld en spint een cocon waarna de verpopping plaatsvindt. In de cocon verandert de wormachtige larve in een volwassen bij met pootjes en vleugels. De jonge bijen vliegen pas het volgende jaar uit nadat ze zich uit hun schuilplaats hebben geknaagd.

## Relatie met de mens
De rosse metselbij heeft een voorkeur voor dorpen en steden waar het dier gangen vindt tussen stenen om zijn eieren af te zetten. De metselbij veroorzaakt daarbij geen schade aan de muur en nestelt meestal in bestaande holtes. Bovendien is de rosse metselbij niet agressief of gevaarlijk voor mensen.